# Hygrophila gossweileri
Hygrophila gossweileri är en akantusväxtart som först beskrevs av Spencer Le Marchant Moore, och fick sitt nu gällande namn av Hermann Heino Heine. Hygrophila gossweileri ingår i släktet Hygrophila och familjen akantusväxter. Inga underarter finns listade i Catalogue of Life.